# Castell d'en Roca
El Castell d'en Roca (o de la Roca), és dreçat al costat mateix del riu Ser, a prop d'un salt d'aigua i del punt de confluència amb el Ritort, en l'extens i disseminat terme municipal de Sant Miquel de Campmajor. Es tractaria més aviat d'una casa forta, potser del tipus anomenat «força», com les que es descriuen a la Garrotxa. És un edifici declarat bé cultural d'interès nacional.

## Història
La primera notícia que trobem d'aquesta fortificació, coneguda també com a Castell de la Roca, podria ser una referència a Ramon de Roca de l'any 1174, el qual tenia drets als Balbs, a la vall d'en Bas; no és clar, però, que aquest cavaller, membre d'una nissaga que segurament pertanyia a la baixa noblesa, fos realment el senyor del castell del Pla de l'Estany. Abans de 1279, havia estat enterrat a Banyoles Pere de Roca, que sembla que fou senyor del castell o casa forta de la Roca, a la vall de Campmajor. El 1282, un altre Pere de Roca actuà com a testimoni en una concòrdia entre clergues de Porqueres. L'any 1320, consta que Pere de Prat de Girona, posseïdor del castell de la Roca, feu un establiment d'un tros de terra situat al bosc del castell, prop del mas Piells (o Espielles).

## Arquitectura
Actualment té més aviat aspecte de masia, tot i que conserva la seva torre, situada a l'esquerra de la façana principal, encarada a migdia. Consta de tres construccions adossades l'una amb l'altra. És de planta rectangular amb un petit pati interior al voltant del qual s'organitzen les dependències. Consta de planta baixa i un pis. La porta principal és d'arc de mig punt adovellat i al primer pis hi ha una finestra geminada, sense capitell i amb decoració floral a la imposta dels arcs. La resta d'obertures són rectangulars. La torre és l'element més antic de la casa forta, que es dataria en època del romànic tardà, és a dir, entre les darreries del segle xiii o començament del xiv.